# Hisako Higuchi

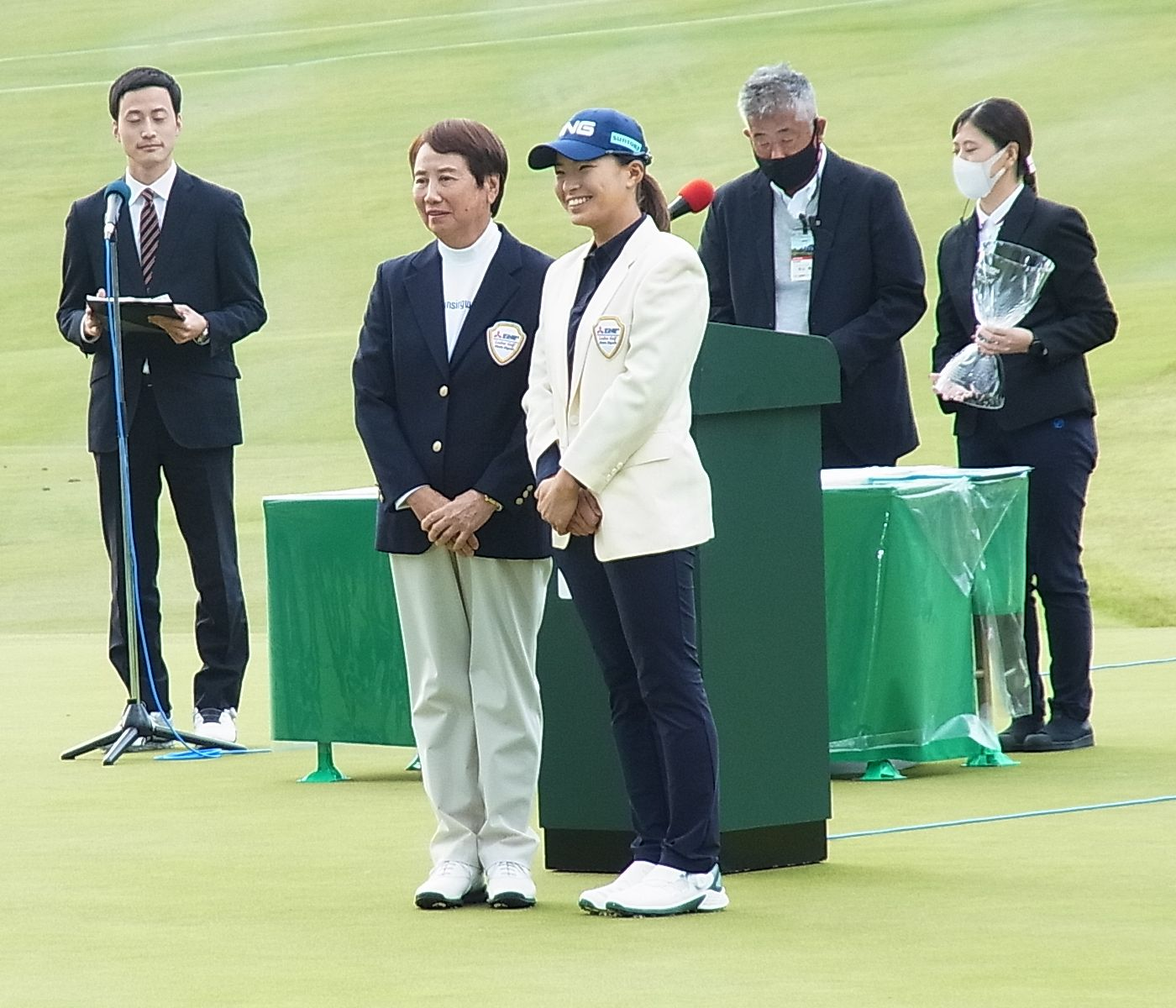

Hisako "Chako" Higuchi (jap. 樋口久子), född 13 oktober 1945 i Kawagoe i Saitama i Japan, är en professionell golfspelare.
Higuchi dominerade på 1960- och 1970-talen den japanska damtouren (JLPGA) och hon vann Japans Womens Open åtta gånger och JLPGA Championship nio gånger. Hon vann penningligan i Japan alla år mellan 1968 och 1976.
År 1977 blev hon den första och enda japanska spelaren som har vunnit någon av de majortävlingar som räknas i USA då hon vann LPGA Championship med tre slag före Pat Bradley och Sandra Post. Hon var även den första asiatiska kvinna som vann en tävling på den amerikanska LPGA-touren. Totalt vann hon 69 tävlingar runt om i världen under sin proffskarriär.
År 2003 valdes hon in i World Golf Hall of Fame och en av motiveringarna var hennes bidrag till golfen då hon genom sina framgångar breddade golfintresset hos båda japanska damer och herrar.
Hon arbetar 2005 som JLPGA:s ordförande och hon har förändrat den japanska organisationen inom golf utifrån de erfarenheter hon fick på den amerikanska LPGA-touren.

## Meriter

### Majorsegrar
- 1977 LPGA Championship

### Segrar på japanska LPGA-touren
- 1968 Japan Womens Pro, Japan Womens Open
- 1969 Japan Womens Pro, Japan Womens Open
- 1970 Japan Womens Pro, JGP Womens Open, Japan Womens Open
- 1971 Japan Womens Pro, JGP Womens Open, Tokai Classic, Japan Womens Open
- 1972 Japan Womens Pro, Japan Golf Senbatsu Asahi Kokusai Tournament, JGP Womens Open, Tokai Classic, Mizuno Golf Tournament
- 1973 World Ladies Golf Tournament, Japan Womens Pro, JGP Womens Open, Lacoste Cup Nichibei Taiko, Matsushima International Womens Open, Tokai Classic, Mizuno Golf Tournament
- 1974 World Ladies Golf Tournament, Chikuma Kogen Womens Open, Tokyo Charity Classic, Japan Womens Pro, Sunstar Ladies Taiko, LPGA Japan Golf Classic, Japan Womens Open, Mizuno Golf Tournament
- 1975 Tokai Classic
- 1976 Japan Womens Pro, Sanpo Champions, Japan Womens Open, Miyagi TV Cup Womens Open, Tokai Classic
- 1977 Japan Womens Pro, Japan Womens Open, Tokai Classic
- 1978 JUNON Womens Open, Shinko Classic Womens Golf Tournament, Japan Womens Pro Tozai Taiko
- 1979 Fuji Heigen Womens Open, Shinko Classic Womens Golf Tournament, Japan Womens Pro Tozai Taiko, Hokuriku Queens Golf Cup, Toyotomi Ladies
- 1980 KBS Kyoto Ladies Golf Tournament, Japan Womens Open, Tokai Classic
- 1981 Okinawa Makiminato Automobile Ladies Tournament, Tokushima Tsukinomiya Ladies Open Golf Tournament, Pioneer Cup
- 1982 Hokuriku Queens Golf Cup, Kumamoto Chuo Ladies Cup Golf Tournament
- 1983 Kibun Ladies Classic, Paris Ladies Classic, Japan Womens Pro Tozai Taiko, Nichibei Womens Pro Taiko, Daio-Seishi Elleair Womens Open Golf Tournament
- 1984 Kumamoto Chuo Ladies Cup Golf Tournament, Kibun Ladies Classic
- 1985 Chukyo TV Bridgestone Ladies Open
- 1986 Fujitsu Ladies, Tsumura Itsuki Classic
- 1987 Yamaha Cup Ladies Open
- 1990 an Queens, Kosaido Asahi Golf Cup

| Majorsegrare genom tiderna                                                                                     |              |               |             |               |
| 100 olika spelare har vunnit i damernas majortävlingar. Chako Higuchi var den 43:e spelaren som vann en major. |              |               |             |               |
| 1:a | 42:a         | 43:e          | 44:e        | 100:e         |
| Mrs. Lee Mida                                                                                                  | Hollis Stacy | Chako Higuchi | Nancy Lopez | Paula Creamer |
| Lista över golfens majorsegrare                                                                                |              |               |             |               |